# Feedly
Feedly — новостной агрегатор, представленный как альтернатива закрывшемуся Google Reader.

## История
В ноябре 2006 Эдвин Ходабакчиан стал сооснователем DevHD. Компания намеревалась создать платформу, которая использует RSS-ленты, онлайн хранилище и интеграцию с социальными сетями для того, чтобы показывать информацию, которая интересна пользователям. Первая разработка DevHD, Streets, которая собирает обновления из различных онлайн источником стала основой будущего Feedly. Feedly, который был оптимизирован для лент RSS, впервые был выпущен 15 июня 2008 года. Первоначально сервис назывался Feeddo, и был представлен в виде расширения для браузеров, но затем был переведен на web-платформу, также были выпущены приложения для мобильных платформ.
15 марта 2013 года Feedly заявил о 500 000 новых пользователей, которые начали пользоваться сервисом в связи с объявлением о закрытии Google Reader. 2 апреля 2013 года количество пользователей составляло уже около 3 миллионов. В конце мая 2013 года количество пользователей было равно 12 миллионам.